# Phùng Bá Thường
Phùng Bá Thường (2 tháng 1 năm 1924 - 3 tháng 2 năm 2021) là một sĩ quan cao cấp của Quân đội nhân dân Việt Nam, hàm Thiếu tướng, nguyên Phó chủ nhiệm Chính trị.

## Khen thưởng
- Huân chương Lao động hạng Ba;
- Huân chương Quân công hạng Nhì;
- Huân chương Kháng chiến chống Pháp hạng Nhất;
- Huân chương Kháng chiến chống Mỹ, cứu nước hạng Nhất;
- Huy chương Chiến công hạng Nhất, Nhì, Ba;
- Huy chương Chiến sĩ vẻ vang hạng Nhất, Nhì, Ba;
- Huy chương Quân kỳ Quyết thắng;
- Huy hiệu 75 năm tuổi Đảng